# Lingue irochesi
Le lingue irochesi (dette anche irochiane ) costituiscono una famiglia linguistica delle lingue native americane dell'America settentrionale, parlate oggi soprattutto nelle zone del Nord-est a cavallo tra gli Stati Uniti e il Canada, nonché in Oklahoma e nella Carolina del Nord.

## Distribuzione geografica
La famiglia comprende gli idiomi originariamente parlati dalla Lega delle Cinque Nazioni e da altre etnie (Uroni, Erie, Petun, Neutrals, ecc.) che popolavano le foreste attorno ai Grandi Laghi, la maggior parte delle quali oggi estinte o riassorbite dalla Lega o da altre tribù; comprende altresì idiomi parlati da popolazioni stanziate in zone più meridionali (Tennessee, Carolina del Nord e Carolina del Sud, Virginia), come i Tuscarora, i Nottoway e soprattutto i Cherokee. Le denominazioni e le classificazioni adottate in questa voce sono conformi a quelle fatte proprie dal SIL International 
Attualmente le lingue irochiane ancora in uso sono tutte soggette a grave rischio di estinzione, eccezion fatta forse per il cherokee e anche per il mohawk: secondo l'Ethnologue 2009, a fronte di una popolazione etnica di oltre 300 000 persone, la prima delle due lingue viene oggi parlata da più di 16 000 individui, alcuni dei quali ancora, eccezionalmente, monolingui, e il suo uso risulta tuttora "vigoroso" in alcune comunità dell'Oklahoma; il mohawk invece, a fronte di una popolazione etnica di circa 30 000 persone tra Canada e Stati Uniti, risulta parlato complessivamente da circa 3 760 individui, in gran parte adulti/anziani, tutti bilingui (inglese).
Secondo i dati del censimento canadese del 2011, i madrelingua irochesi sono 1 040, di cui 545 mohawk, stanziati soprattutto in Ontario, e in misura minore in Québec.

## Classificazione delle lingue irochesi
Alcuni studiosi raggruppano le lingue irochiane con le lingue caddoan, quelle siouan e la lingua yuchi in un ceppo superiore denominato macro-sioux , ma questa ipotesi non appare ancora sufficientemente suffragata dalla linguistica delle tribù indiane d'America e non è comunque fatta propria dal SIL International.
La famiglia linguistica irochese (ISO 639-2 e 639-5: iro) è costituita da numerose lingue e dialetti organizzati in due grandi gruppi, a loro volta suddivisi secondo l'ordine sotto- indicato:
I. Lingue irochesi settentrionali (Northern Iroquoian)
A. Tuscarora-Nottoway
1. Tuscarora (autodefinita come: Skarohreh) – ISO 639-3: tus (Canada; anche USA) – quasi estinta 
2. Nottoway – ISO 639-3: ntw (USA) – estinta intorno al 1958 
B. Urone (Huron; anche Huronian o Huron-Tionontati)
1. Wyandot (detta anche: Wendat, Wyandotte, Wyendat) – ISO 639-3: wya (dialetti: Wyandot, ancora presente in Canada e USA; Urone parlato in Canada fino agli inizi del XX secolo) – quasi estinta 
C. Cinque Nazioni (Five Nations)
a. Mohawk-Oneida
1. Mohawk (autodefinita come kanien'kéha) - ISO 639-3: moh (Canada; anche USA)
2. Oneida ISO 639-3: one (Canada; anche USA)
b. Seneca-Onondaga
α. Onondaga
1. Onondaga (anche detta: onandaga) - ISO 639-3: ono (Canada; anche USA)
β. Seneca-Cayuga
1. Seneca- ISO 639-3: see (USA; anche Canada)
2. Cayuga- ISO 639-3: cay (Canada; anche USA)
II. Lingue irochesi meridionali (Southern Iroquoian)
1. Cherokee (autodefinita come: Tsalagi, Tslagi) - ISO 639-3: chr [USA; dialetti: Elati (Lower Cherokee, Eastern Cherokee) (†), Kituhwa (Middle Cherokee), Otali (Upper Cherokee, Western Cherokee, Overhill Cherokee), Overhill-Middle Cherokee]
L'elenco non comprende altre lingue, come il laurenziano (ISO 639-3: Ire) o il susquehannock (ISO 639-3: sqn), estintesi in tempi ormai antichi.